# 아세안 정상회의

동남아시아 국가 연합 회원국

아세안 정상회의(ASEAN Summit) 또는 동남아시아 국가 연합 정상회의는 동남아시아 국가 연합(ASEAN, 아세안) 회원국의 국가원수 또는 정부 장관(각료)과 아세안 정상회의 상임의장, 아세안 사무총장으로 구성된다.

## 역대 정상회의
| 회 | 년월일                                       | 국가       | 도시/지역                 | 의장                    |
| --- | -------------------------------------------- | ---------- | ------------------------- | ----------------------- |
| 1 | 1976년 2월 23－24일                          | 인도네시아 | 발리주                    | 수하르토                |
| 2 | 1977년 8월 4－5일                            | 말레이시아 | 쿠알라룸푸르              | 후세인 온               |
| 3 | 1987년 12월 14－15일                         | 필리핀     | 마닐라                    | 코라손 아키노           |
| 4 | 1992년 1월 27－29일                          | 싱가포르   | 싱가포르                  | 고촉통                  |
| 5 | 1995년 12월 14－15일                         | 태국       | 방콕                      | 반한 실파아차           |
| 6 | 1998년 12월 15－16일                         | 베트남     | 하노이                    | 레카피에우              |
| 7 | 2001년 11월 5－6일                           | 브루나이   | 반다르 스리 브가완        | 하사날 볼키아           |
| 8 | 2002년 11월 4－5일                           | 캄보디아   | 프놈펜                    | 훈 센                   |
| 9 | 2003년 10월 7－8일                           | 인도네시아 | 발리주                    | 메가와티 수카르노푸트리 |
| 10 | 2004년 11월 29－30일                         | 라오스     | 비엔티안                  | 캄따이 시판돈           |
| 11 | 2005년 12월 12－14일                         | 말레이시아 | 쿠알라룸푸르              | 압둘라 아맛 바다위      |
| 12 | 2007년 1월 11－14일1                         | 필리핀2    | 만다우에                  | 태풍 우토르로 연기 개최 |
| 13 | 2007년 11월 18－22일                         | 싱가포르   | 싱가포르                  | 리셴룽                  |
| 143 | 2009년 2월 27일－3월 1일 2009년 4월 10－11일 | 태국       | 치앙마이、후아힌군 파타야 | 아피싯 웨차치와         |
| 15 | 2009년 10월 23일                             | 태국       | 치앙마이、후아힌군        | 아피싯 웨차치와         |
| 16 | 2010년 4월 8－9일                            | 베트남     | 하노이                    | 응우옌떤중              |
| 17 | 2010년 10월 28－31일                         | 베트남     | 하노이                    | 응우옌떤중              |
| 184 | 2011년 5월 7－8일                            | 인도네시아 | 자카르타                  | 수실로 밤방 유도요노    |
| 194 | 2011년 10월 21－23일                         | 인도네시아 | 발리주                    | 수실로 밤방 유도요노    |
| 20 | 2012년 4월 3－4일                            | 캄보디아   | 프놈펜                    | 훈 센                   |
| 21 | 2012년 11월 17－20일                         | 캄보디아   | 프놈펜                    | 훈 센                   |
| 22 | 2013년 4월 24－25일                          | 브루나이   | 반다르 스리 브가완        | 하사날 볼키아           |
| 23 | 2013년 10월 9일                              | 브루나이   | 반다르 스리 브가완        | 하사날 볼키아           |
| 24 | 2014년 5월 10－13일                          | 미얀마     | 네피도                    | 테인 세인               |
| 25 | 2014년 11월 10－12일                         | 미얀마     | 네피도                    | 테인 세인               |
| 26 | 2015년 4월 26－27일                          | 말레이시아 | 쿠알라룸푸르、랑카위      | 나집 라작               |
| 27 | 2015년 11월 18－22일                         | 말레이시아 | 쿠알라룸푸르              | 나집 라작               |
| 28 | 2016년 9월 6－8일                            | 라오스     | 비엔티안                  | 통룬 시술릿             |
| 29 | 2016년 9월 6－8일                            | 라오스     | 비엔티안                  | 통룬 시술릿             |
| 30 | 2017년 4월 28－29일                          | 필리핀     | 파사이                    | 로드리고 두테르테       |
| 31 | 2017년 11월 10－14일                         | 필리핀     | 파사이                    | 로드리고 두테르테       |
| 32 | 2018년 4월 25－28일                          | 싱가포르   | 싱가포르                  | 리셴룽                  |
| 33 | 2018년 11월 11－15일                         | 싱가포르   | 싱가포르                  | 리셴룽                  |
| 34 | 2019년 6월 20－23일                          | 태국       | 방콕                      | 쁘라윳 짠오차           |
| 35 | 2019년 11월 1－4일                           | 태국       | 방콕                      | 쁘라윳 짠오차           |
| 365 | 2020년 6월 26일                              | 베트남     | 하노이                    | 응우옌쑤언푹            |
| 375 | 2020년 11월 11일                             | 베트남     | 하노이                    | 응우옌쑤언푹            |
| 38 | 2021년 4월                                   | 브루나이   | 반다르 스리 브가완        | 하사날 볼키아           |
| 39 | 2021년 10월                                  | 브루나이   | 반다르 스리 브가완        | 하사날 볼키아           |
| 1 2006년 12월 10－14일 취소, 원인은 태풍 우토르. |                                              |            |                           |                         |
| 2 미얀마 군정에 대한 미국과 유럽연합의 강력한 압박으로 철수함에 따라 필리핀이 대신 회의를 주최.                                                                            |                                              |            |                           |                         |
| 3 회의는 두 부분으로 구성. 1부는 2008년 12월 12일부터 17일까지로 일정이 변경, 2008년 태국의 정치 위기 때문. 2부는 4월 11일 시위대가 행사장에 들어서면서 취소.              |                                              |            |                           |                         |
| 4 인도네시아의 2013년에 APEC 회의(그리고 G20 회의를 주최할 가능성도 있지만, 궁극적으로는 러시아에서 개최되지만, 인도네시아에서 브루나이로 연도를 바꿔 두 번 연속으로 변경. |                                              |            |                           |                         |
| 5 코로나19 범유행으로 인해 연기되어 결국 화상회의로 변경. |                                              |            |                           |                         |

## 같이 보기
- 동남아시아 국가 연합